# Max Haushofer (nationalekonom)

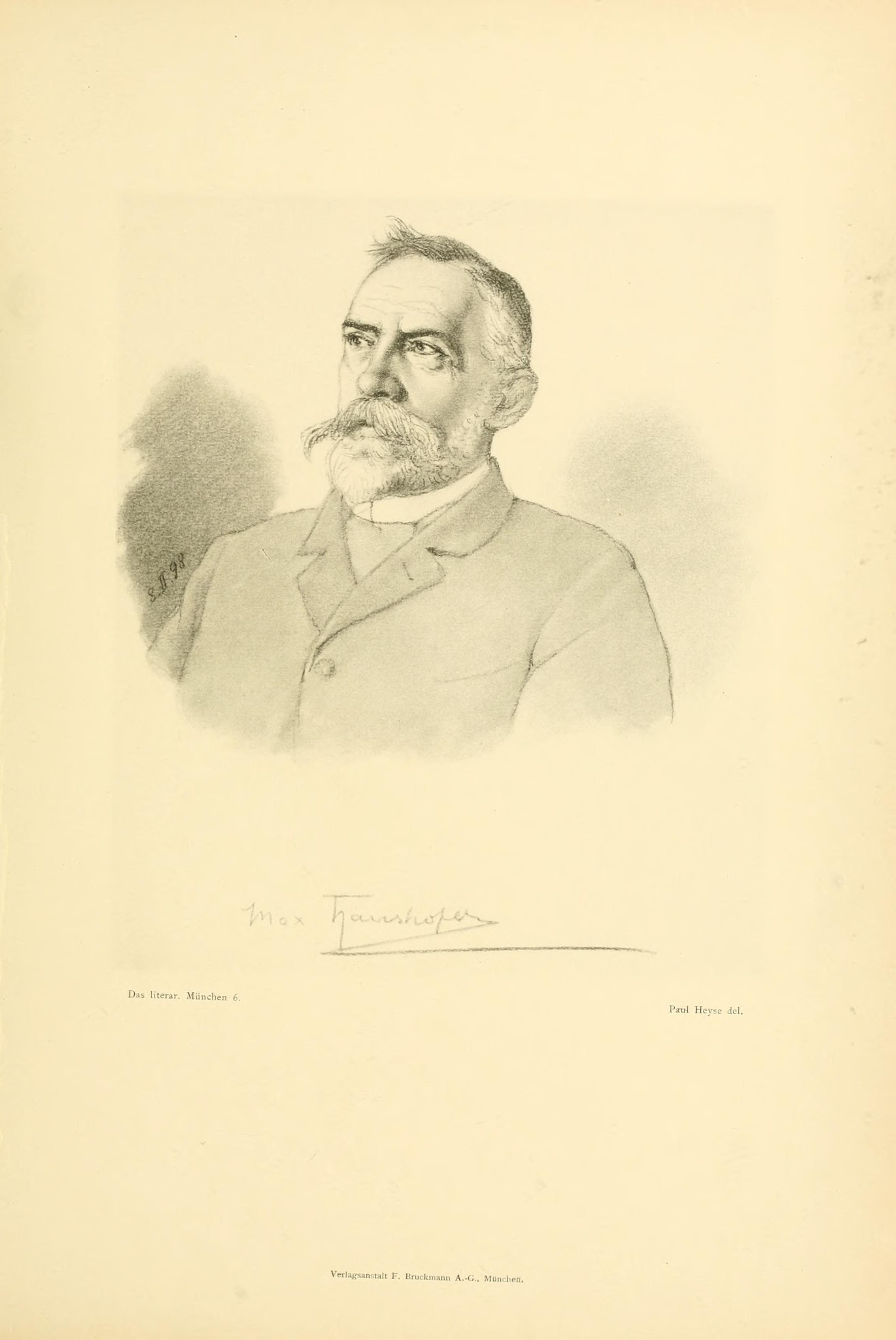
Paul Heyse, Max Haushofer.

Max Haushofer, född 23 april 1840 i München, död 10 april 1907 i Gries vid Bolzano, var en tysk nationalekonom, statistiker och författare. Han var son till konstnären Max Haushofer, bror till mineralogen Karl Haushofer och far till geografen Karl Haushofer.
Haushofer blev 1868 professor i statistik och nationalekonomi vid tekniska högskolan i München. Åren 1875-81 representerade han München i bayerska lantdagen. Utöver sitt vetenskapliga författarskap bedrev han även skönlitterär verksamhet.